# Akvatinte
Akvatinte (akvatinta, akvatintamanèr) er en grafisk teknik i kategorien dybtryk, som kan kendes ved en feltinddeling af motivet, hvor hvert felt står med en egen gråtone varierende fra lys til sort. 
Variationen opnås ved at gøre områder af trykpladen modtagelige for en større eller mindre mængde trykfarve. Der sker ved en særlig ætsemetode, hvor et forstøvet, syrebestandigt stof fastbrændes på pladen, så det danner helt små punkter, som ved ætsning giver pladens overflade en ru struktur med små forhøjninger. Ved at ætse ad flere omgange og undervejs friholde enkelte områder, fås forskellig tonalitet i trykket. 
Teknikken bruges ofte i kombination med andre grafiske dybtryksteknikker; primært stregætsning og koldnålsradering
Oprindeligt blev akvatinte brugt til at imitere tusch- og blæktegninger. Udtrykket akvatinta kan således også bruges om tegninger i tusch og sepia.

## Grundlæggende metode
Traditionel akvatinte
En trykplade klargøres og påføres en porøs belægning, kaldet en ætsegrund/akvatintegrund, af forstøvet harpiks (kolofonium) eller asfalt. Eksempelvis i ved hjælp af en akvatintekasse. Pladen opvarmes indtil støvet smelter og danner en fast belægning af bittesmå punkter. 
En arbejdstegning kan overføres til pladen ved hjælp af carbonpapir. De dele af billedet, som skal forblive hvide (uden farve), afdækkes på pladen med et syrebestandigt stof i flydende form, f.eks. asfalt, voks, harpiks eller lak, så de friholdes fra efterfølgende ætsning.
Pladen nedsænkes i et syrebad, typisk af jernklorid, så pladen korroderes i overfladen omkring hvert lille beskyttet punkt. Herved fås en slags raster-udtryk, som kan have et finere eller grovere udtryk, afhængigt af det anvendte pulver. Almindeligvis ætses pladen ad flere omgange, for at få en varierende farvemodtagelighed, og grå- eller farvetone i trykket. For at styre hvilke områder af pladen der udsættes for ætsning, påmales fra gang til gang et syreresistent stof, de steder hvor trykket skal have en given gråtone. Efter første ætsning dækkes de steder, som skal have den lyseste tone. Herefter de områder som skal have den næstlyseste tone - og så fremdeles. Metoden kan kræve god planlægning af processen.
Når alle ætsetrin er gennemført renses belægning af med et opløsningsmiddel (renseolie eller sprit), og den oxid-belægning som viser sig på pladen fjernes i en opløsning af eddike og bordsalt. Pladen står nu blottet med en ru og kornet overflade hvor syren har korroderet metallet. Pladen indfarves og aftørres til et ensartet niveau. Den sammenlægges med et ark opfugtet papir, og køres til slut gennem trykpressen. 
Det resulterende tryk er karakteriseret ved en feltinddeling med varierende grå- eller farvetone og små hvide ’raster-punkter’. Farvens styrke og intensitet i de enkelte felter afhænger af syrebadets koncentration og varighed samt mængden og karakteren af den ætsegrund som er anvendt.
Akrylbaseret akvatinte
Processen foregår som ved traditionel akvatinte med enkelte undtagelser. I stedet for harpiks eller asfalt, bestøves pladen med en akrylbaseret farve ved hjælp af airbrush. Det gøres eksempelvis ved at stille pladen lodret i et sprøjteskab på et stykke hvidt papir. Airbrush’en indstilles ved at sprøjte på papiret indtil mængden er passende, og derefter langsomt bevæge den ned over pladen, som herefter tørres i et tørreskab. Pladen skal almindeligvis være 50-60% dækket. 
Afdækning af de områder, som  friholdes fra ætsning undervejs, sker med eksempelvis Stop Out Varnish eller en fedtholdig litho-kridt. Efter hvert syrebad dyppes pladen i en anti-oxideringsvæske (en blanding af eddike og bordsalt) og affedtes (med CPS affedter) for at sikre at afdækkeren en god hæftning. Efter endt ætseproces fjernes akrylkornene (i en mild opløsning af kausisk soda og til slut med skurecreme og grydesvamp) før pladen indfarves og trykkes. 

## Detaljer i teknikken
Påføring af ætsegrund
Jo større mængde ætsegrund der anvendes, jo tættere vil de hvide ’raster-punkter’ ligge, og des finere eller blegere vil trykket blive. Omvendt jo mere sparsom påføring, des længere mellem rasterne, og grovere eller mørkere vil trykket blive. Hvis stoffet anvendes for sparsomt, kan det ske at syren ætser ned under det enkelte korn eller punkt, så det bliver ”fladbid”, og raster-effekten udebliver. 
For at opnå en ensartet og kontrolleret påføring af harpiks, bruges ofte en såkaldt akvatinte kasse, som ophvirvler harpiksstøv i et lukket rum, hvor pladen indføres og pulveret lægger sig jævnt. 
Påføringen kan også ske manuelt ved hjælp af eksempelvis en lille pose i silke, nylon eller lignende med det forstøvede materiale i. Frigivelse af den rette mængde pulver kan styres ved at lægge stoffet i lag. Alternativt bruges en metaldåse hvor bunden er skåret væk, og lag af tyndt stof er spændt ud i stedet. Ved manuel bestøvning fås en relativt ensartet fordeling af harpiks ved konstant at holde hånden i bevægelse, uden at koncentrere sig om bestemte områder af pladen.
Ved akrylbaseret akvatinte giver bestøvning med airbrush god mulighed for at eksperimentere med forskellige toner i én og samme ætsning ved at variere påføringen. Eksempelvis kan stoffet lægges som graduerede toner, som ”skyer”, splattereffekter, gradvist tættere lag mv. Vil man fjerne og ændre akryllaget, kan det skylles væk med lunt vand inden tørring.
Som led i den traditionelle akvatinte metode kan et mere plettet udtryk fås med manuel bestøvning, ved at lade små stykker harpiks eller korn af forskellig størrelse ligge på pladen.

## Moderne teknik
Ligesom mange andre grafiske teknikker har akvatinte indenfor de senere år set en fornyelse og versionering i form af non-toxic printing metoder. I takt med en øget opmærksomhed på sundhedskadelige aspekter ved traditionelt grafiske arbejde, sås fremkomsten af ikke-miljø- og sundhedsskadelige, akrylbaserede alternativer til de traditionelle metoder og materialer. Tilhængere af de giftfri metoder ser dem som ikke bare fuldgyldige alternativer til den oliebaserede og traditionelle grafik, men også som kilde til nye udtryksmuligheder . Den grundlæggende metode for akrylbaseret akvatinte er skitseret under afsnittet 'Grundlæggende metode'.

## Beslægtede teknikker
Sukkerakvatinte / Løftegrund er en akvatinte teknik, som giver mulighed for at male på trykpladen, og få et tilsvarende positivt resultat i trykket. Det vil sige at der kan gengives præcise penselstrøg. I sukkerakvatinte bemales en trykplade påført akvatintegrund med en opløsning af sukker, gummi arabicum og sort pigment. Når det er tørret, dækkes hele pladen med et tyndt lag asfaltlak eller hårdgrund, som igen får lov at tørre. Pladen lægges nu i blød i varmt vand, som får sukkeropløsningen til at ”løfte sig” og blotte pladen. Herefter ætses, evt. trinvis, hvis der ønskes flere toner. 
I akrylbaserede akvatinte bemales pladen med et fedtbaseret produkt (vaseline, margarine eller smør), som tørrer så fedtet stivner inden pladen dækkes med akryl hårdgrund. Denne får også lov at tørre, og den fedtbaserede bemaling ’løftes’ herefter af i varmt vand. Pladen affedtes med kridt og vand, og bestøves med airbrush (se grundlæggende metode for akrylbaseret akvatinte), hvorefter den udsættes for ætsning - evt. trinvis.
Akvatinte lavering er en meget anvendt teknik, kendetegnet ved bløde uregelmæssige gråtoneovergange og løbespor mv. Pladen bestøves og opvarmes tilsvarende enten traditionel eller akrylbaseret akvatinte, og motivet påmales med en syreopløsning. Jo større mængde syre der påføres et område, jo mørkere bliver det i trykket. Vand kan tilføjes med pensel for gradvist at udbrede ætseområdet eller svække ætsningen. For at stoppe ætsningen skylles med rindende vand. Pladen renses inden den indfarves og trykkes.
Mezzotinte er en helt anden grafisk teknik, men anvendes ligesom akvatinte til at gengive varierende tonalitet. Her bearbejdes pladen først til et stadie som vil give et mørkt resultat, hvorefter man skaber lysere områder ved bearbejdning med forskellige værktøjer. Der bruges ikke ætsning, men i stedet en opkradset plade, der gnubbes flad hvor trykket skal lysnes. Metoden er mere tidskrævende end akvatinte, men bedre egnet til at skabe glidende overgange mellem grå- eller farvetoner. Pladen kan desuden tåle færre tryk, fordi dens grater hurtigt beskadiges under trykkeprocessen .

## Akvatinte i kunsten
Akvatinte har været brugt af mange kunstnere gennem tiden, ofte i kombination med andre grafiske teknikker. En af teknikkens største mestre var den spanske kunstner Francisco Goya, 1746-1828, som brugte den i serierne Los Caprichos (1799), Los Desastres de la Guerra (1810-19) og La Tauromaquia (1816) og Disparates (ca. 1816-23) Pablo Picasso (1891-1973) benyttede akvatinte i sin grafiske hovedserie Vollard Suiten

## Oprindelse
Akvatintens opfindelse tilskrives oftest den franske maler og gravør Jean-Baptiste Le Prince (1734-1781), som brugte teknikken til reproduktion af tegninger fra omkring 1765. Den tidligste brug af akvatinte ses imidlertid næsten hundrede år før, i ca. 1650, hos den hollandske grafiker Jan van de Velde I mellemtiden formodes teknikken at være blevet glemt frem til den igen dukker op i det 18. århundrede hos eksempelvis Le Prince. Også franskmanden Jean Claude Richard de St Non (1727-1791) og den svenske gravør Per Gustav Floding (1741-1791) eksperimenterede med akvatinte processer i perioden 1750-1780 

## Eksterne links
- "The Printed Image in the West: Aquatint" fra Metmuseum.org
- "Picasso. Fortællinger fra labyrinten" Arkiveret 10. januar 2017 hos  Wayback Machine  fra Smk.dk
- "Bjergplateau – fortryllet", beskrivelse af kunstnerisk projekt med akvatinte

Video
- Aquatinta : demonstration af akvatinteteknikken